# Диброва (Винницкая область)
Диброва (укр. Діброва) — посёлок, входит в Барский район Винницкой области Украины.
Население по переписи 2001 года составляло 47 человек. Почтовый индекс — 23011. Телефонный код — 04341. Код КОАТУУ — 520281203.

## Местный совет
23011, Вінницька обл., Барський р-н, с.Гармаки, вул.Леніна,33 г